# Hauptstrasse 104
Die Hauptstrasse 104 ist eine Schweizer Hauptstrasse im Kanton Genf.

## Verlauf
Die Strasse verbindet die Genfer Gemeinden Plan-les-Ouates und Meyrin. Sie beginnt im Kreisel Giratoire de la Milice auf dem Tagebautunnel Tranchée du Bachet-de-Pesay der Autobahn A1a in Plan-les-Ouates und endet beim Flughafen Genf wiederum an der Autobahn A1.
Sie führt durch die Gemeinden Lancy und Vernier und überquert die Flüsse Aire und Rhone auf baugeschichtlich bedeutenden Brücken. Die Airebrücke Pont de Lancy wurde 1954 nach einem ursprünglich von Robert Maillart gestalteten Entwurf gebaut. Die Rhonebrücke Pont Butin ist ein doppelstöckiges Viadukt mit mehreren Bögen, die teils aus Mauerwerk und teils aus Beton bestehen. Sie wurde von 1916 bis 1926 gebaut.
Der Verkehrsknoten in Plan-les-Ouates ist wegen des starken Verkehrs im Süden der Agglomeration Genf stark überlastet und soll durch verbesserte Autobahnanschlüsse und eine neue Anordnung von Kreiseln ausgebaut werden.

## Bilder

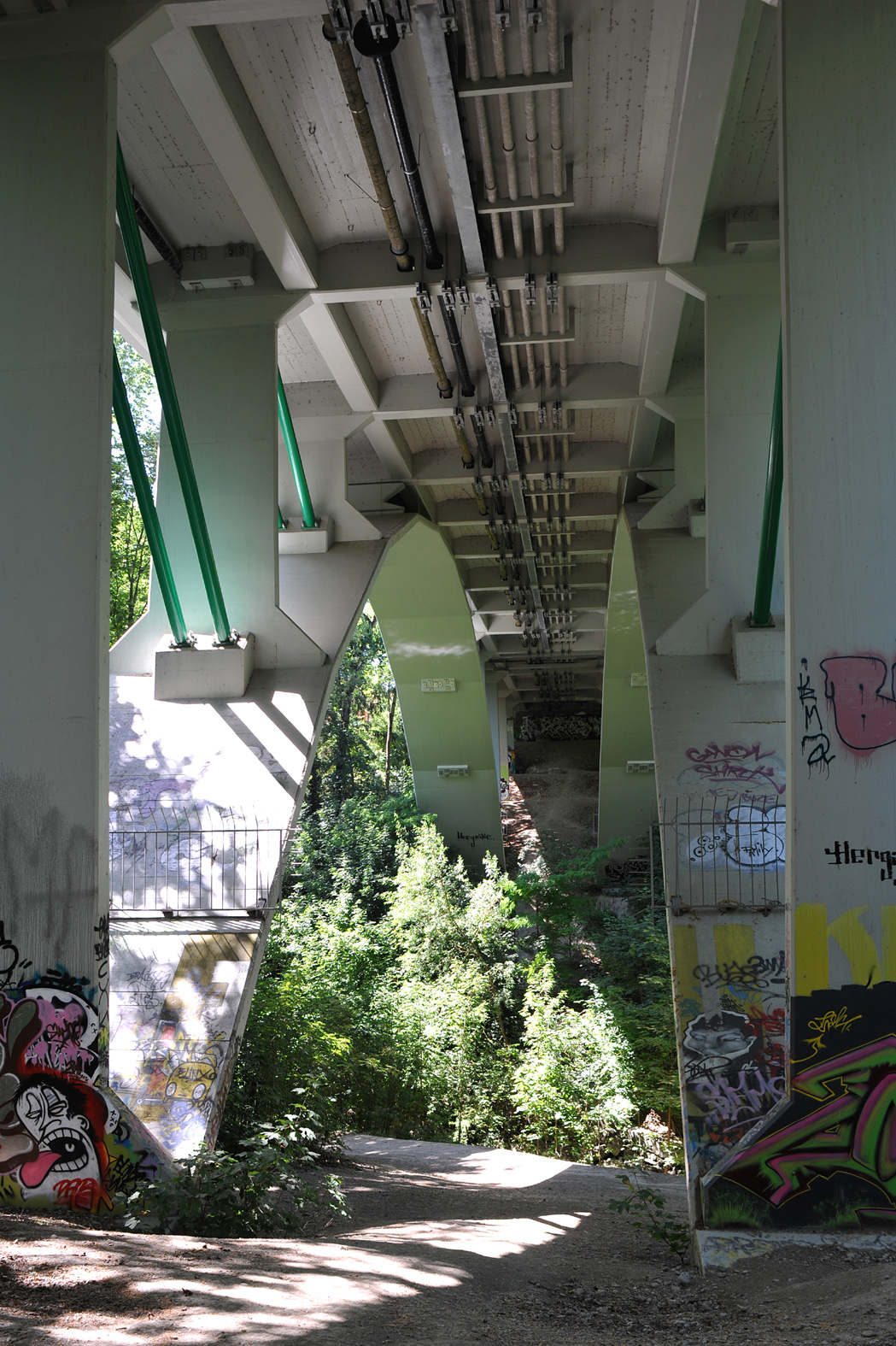
Pont de Lancy
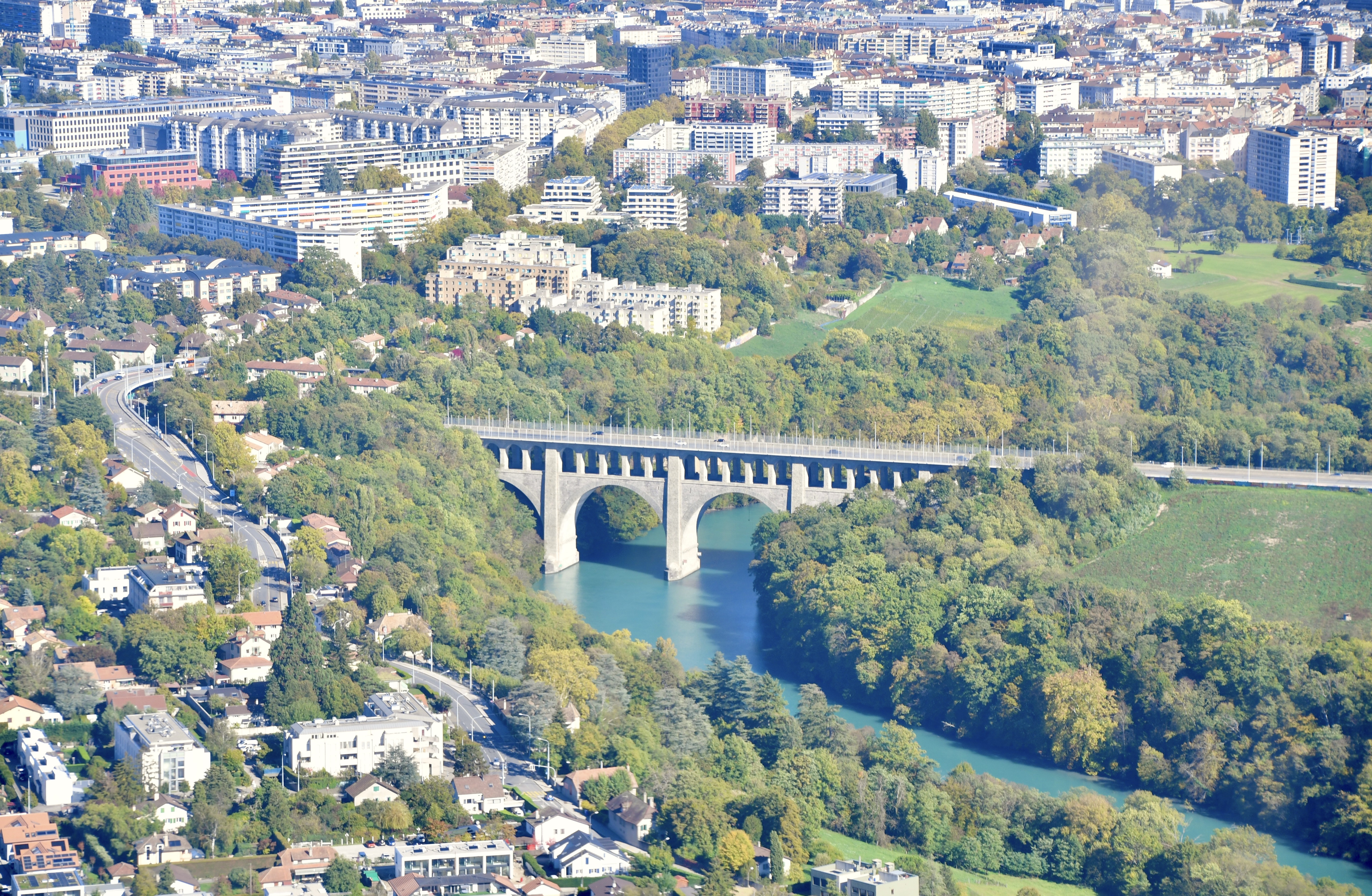
Pont Butin